# Vega de Espinareda
Vega de Espinareda is een gemeente in de Spaanse comarca El Bierzo van de provincie León in de autonome regio Castilië en León met een oppervlakte van 132,01 km². Vega de Espinareda telt 2.232 inwoners (1 januari 2016).